# 高家屯乡
高家屯乡是中国陕西省延安市延川县下辖的一个乡。2011年，撤销高家屯乡、冯家坪乡并入永坪镇。

## 行政区划
高家屯乡下辖以下行政区：
高家屯村、董家寺村、源流湾村、寒山石村、刘家崖村、麻子沟村、老虎沟村、张家湾村、高家沟村、丰柏胜村、散岔村、贺家崖村、贺李家沟村、上樊家沟村、同家崖村、白家河村、刘家渠村、余家塌村、樊家川村、贺家渠村、鲁家屯村、鲁家湾村、鲍家河村、新窑湾村、王家屯村、宜铁沟村。